# Civita (Italia)
Civita es un municipio situado en la provincia de Cosenza, en Calabria (Italia). Tiene una población estimada, a fines de enero de 2023, de 797 habitantes.
Es parte de la asociación Los Pueblos más Bellos de Italia.
La localidad es una de las comunidades albanesas históricas de Italia (arbëreshët).

## Demografía
| Gráfica de evolución demográfica de Civita entre 1861 y 2023 |
|                                                              |
| Fuente: ISTAT - Elaboración gráfica a cargo de Wikipedia     |